# Germania Slavica

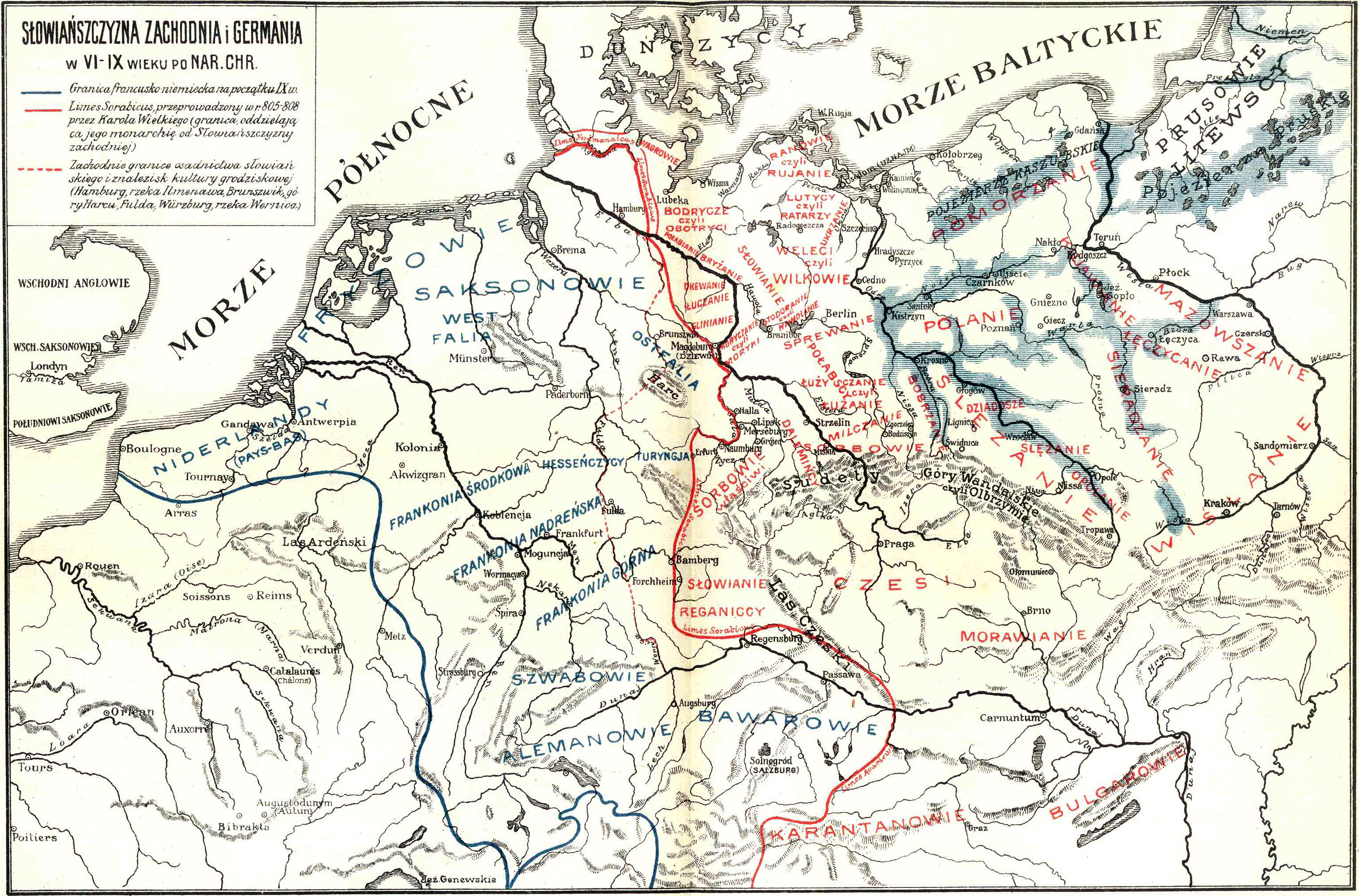
Максимальное расселение славян на запад в VI—IX веках

Germania Slavica — историографический термин, возникший в 1970-х годах для обозначения славянских земель Раннего и Высокого Средневековья, подвергшихся германизации в ходе расселения немцев на восток.
Germania Slavica был введён в терминологию медиевистики историком Вольфгангом Фритце при основании им в 1976 году междисциплинарной рабочей группы с тем же названием. Впервые этот термин был использован Вальтером Шлезингером в 1961 году по аналогии с исследовательским термином Germania Romana, введённым Теодором Фрингсом в 1932 году. По мнению Фрингса, Germania Romana (в отличие от Germania Libera) относилась к территориям, «в которых развитие немецкого языка [...] частично определялось влиянием романских субстратов».
Западная граница Germania Slavica проходила по Саксонскому и Сербскому рубежам. Южной частью Germania Slavica являлась Bavaria Slavica. Восточная часть Germania Slavica включает земли на территории Польши, такие как Померания и Силезия. Однако польская наука выдвинула встречный термин — Slavia Germanica, обозначающий вновь славянизированные земли, на которых была распространена немецкая культура. В результате, оба исторических региона на этих территориях накладываются друг на друга.
В рамках научных проектов, шедших с 1970-е по 1990-е годы, изучались исторические процессы на территории Slavia Germania, касавшиеся колонизации славянских земель немецкими поселенцами, внедрения феодальных структур, христианизации славян и взаимодействия обеих групп. В ходе работы были развенчаны многие укоренившиеся в немецкой исторической науке стереотипы, заключавшиеся прежде всего в теориях культуртрегерства немцев (Kulturträgertheorie) и их возвращения на исконно германские территории (Urgermanentheorie), на которые опиралась, в том числе, нацистская пропаганда для обоснования захватнической политики и геноцида славян.